# سماهيج
سَمَاهِيج هي إحدى قرى جزيرة المحرق التابعة للبحرين، وتدعى (باللغة الفارسية: ماش ماهي) فعرّبتها العرب.

## التاريخ

### أصل التسمية
سماهيج اسم قديم، وقد ذكر ياقوت الحموي في معجم البلدان اسم سماهيج قائلاً عنها: ”سماهيج: بفتح أوله، وآخره جيم، كأنه جمع سمهج اللبن إذا خلط بالماء، وقال الأصمعي: ماء سمهج سهل لين، وأنشد: فورت عذبا نقاخا سمهجا. وسماهيج اسم جزيرة في وسط البحر بين عمان والبحرين“. فيما ذكر الأصمعي - كما نقل الجوهري في الصحاح عنه -: ”سماهيج: جزيرة في البحر تدعى بالفارسية ماش ما هي، فعربتها العرب“. وأيَّده على ذلك ابن منظور في لسان العرب،  فيما يحتمل باحثون آخرون أنَّ أصل التسمية جاء من كلمة السمهج أو السمهيج والتي تعني اللبن الدسم الخبيث الطعم ويذكر أيضاً ابن منظور في لسان العرب، أرض سَمهَجٌ: واسعةٌ سهلة، أي أرضٌ واسعة وسهلة.
وتنقل المصادر التاريخية القديمة أن كلمة سماهيج كانت تُطلق على عموم جزيرة المحرق لا على مجرد القرية التي هي جزء من الجزيرة، وقد جاء في الخرائط التي تعود لسنة 1765 م إشارات إلى منطقة سماهيج وهي المحرق حالياً، حيث يذهب بعض الباحثين إلى أن اسم المنطقة هو أرادوس ومن ثم سماهيج حتى استقر على الاسم الحالي المحرق. وكانَ اسم سماهيج معروفاَ منذ العهد الجاهلي وكانت القبيلة التي تسكنها آنذاك قبيلة عبد القيس، وقد وردت كلمة سماهيج في بعض المصادر والتراجم العربية والأوروبية والسريانية والخرائط الجغرافية في عدت مسميات منها (مسماهيج، سماهوي، سماهي، مسمهيج ومسمهج)، ولوحظ في بعض الخرائط للمؤرخين والرحالة الأوروبيين أن المسميات السابقة تشير إلى الجزيرة ذاتها وهي سماهيج.
كما أن هناك جملة من الشعراء قديماً تغنوا ببساتين سماهيج وجملة من المؤرخين أيضا تحدثوا عنها وعن رجالاتها في كتبهم مثل العلامة الشيخ يوسف العصفور البحراني في كتابه لؤلؤة البحرين، ومن الباحثين حديثاً من لديهم آراء حول سماهيج التاريخية الباحث البحريني د.علي أكبر بوشهري، ويمكن الاطلاع على شخصية المحدث السماهيجي الشيخ عبد الله بن صالح السماهيجي البحراني في كتاب أعلام الثقافة الإسلامية للباحث البحريني د.سالم النويدري تدلك على وجود سماهيج التاريخية آنذاك، والموقف الوطني للمحدث السماهيجي تجاه شعبه ووطنه وجهاده ضد الخوارج واليعاربة في منفاه ببهبهان.
وسَمَاهِيج: بفتح أوله واَخره جيم كأنه جمع سمهج اللبن إذا خلط بالماء، وقال الأصمعي ماء سمهج سهل لين وأنشد:
فَورَت عذبا نُقاخاً سَمْهَجا، وسماهيج اسم جزيرة في وسط البحر بين عُمان والبحرين. قال أبو دؤاد:
أبلى الإبل لا يجوزهـا الـرَا = عون مجَ الندى عليها الغُمـامُ
سَمِنَتْ فاستحش أكرُعها لا الن = ي ني ولا السـنـامُ سـنـامُ
فإذا أقبـلـت تـقـول إكـامٌ = مشرفاث فوق الإكـام إكـامُ
وإذا أدبرت تقـول قـصـور	= من سماهيج فوقـهـا اكـامُ 

### قبل الإسلام
تعرضت جزيرة سماهيج القديمة "المحرق حاليا" للعديد من الضربات والهجمات من قبل العمانيون الأباضيون وغيرهم من أهمها مجزرة "واقعة التلين" نسبة لوجود مساحة رملية كبيرة نسبيا في وسط القرية يقسمها من جهة الشمال الشرقي إلى الجنوب الغربي وادي أو جرف رملي عميق مما يجعل في كل من الجهة الشمالية تل منفصل عن الآخر في الجنوب ولا تزال أثار هذا الجرف قائمة إلى يومنا هذا رغم تعبيد المنطقة "المقبرة" بطوب أحمر وجعله كممر للمشاة في المقبرة الحالية وتكون هذا الجرف طبيعيا وجيولوجيا دون تدخل بشري وذلك بسبب الجرف المائي الشديد التي تسببه مياه الأمطار الغزيرة على هذه المنطقة في تلك الأزمان وحتى زمن قريب حيث من المعلموم أن الجهة الشمالية الشرقية للقرية أرفع قليلا من المنطقة الجنوبية الغربية مما يجعل انحدار الماء الطبيعي هو من السمال الشرقي للجنوب الغربي ويجدر بالذكر أيضا أن هذه المنطقة البرية الكبيرة كانت تستخدم لاجتماع أهالي القرية في المناسبات كالعيدين وصلاة الخسوف والكسوف وبعض المناسبات الدينية للسماهيجيين وشن العمانيون الأباضيون المسلحون القادمون من البحر بسفنهم الحربية في عام 1737 م غزوة بحرية مباغتة حاقدة على أهالي سماهيج في يوم عيد الفطر المبارك من ذلك العام ويسمي الأهالي هذه الحادثة إلى اليوم ب: "عبيد الصلاح" على اعتبار أن جميع المصلين في يوم العيد قد أنهو توا ثاني أكبر فرض في الإسلام وهو الصيام فجميعهم طاهرون تائبون إلى الله من ذنوبهم صالحون... وراح ضحيتها العشرات ويقال المئات من الشهداء السماهيجين ويروي كبار السن إنه بسسب كثرة القتلى وإنهاك الصيام لهم لم يستطيعوا حفر قبر لكل شخص بل تم تزميل أوتضريج كل 4 ال 5 شهداء في قبر واجد تبعا لعمق اللحود المحفورة "علما أن أهالي سماهيج القدامى كانو يحفرون قبورهم مسبقا قبل أن يتوفى أحد فهم كانوا مستعدون دائما لنكبات وأمراض وغزوات وظروف كهذه"، ولا زالت قبورهم موجودة إلى وقتنا الحاضر في الجانب الجنوب الشرقي من مقبرة سماهيج مقابل بيت كل من الأخ "جابر المعلم والحاج المرحوم عيسى المعلم"والحاج جمعة محمد سلمان من جهة الشمال حيث لايدفن في هذا الجانب أي أحد كما هو متعارف عليه لأنه يخص هؤلاء الشهداء "عبيد الصلاح" ويدعي بعض جيران المقبرة من كبار السن مثل الحاج "عبد الحسين أبو نصيب. "والحاج محمد بن حسن أبو رضي" بأنهم يسمعون قديما في كل ليلة قبل اكتشاف الكهرباء ولا يزالون صوت قرءان يتلى أناء الليل في بعض الليالي الهادئة كليالي الشتاء الباردة عندما تكون أغلب الأجهزة المنزلية مطفأة والرياح ساكنة "إذا الهواء مدوك" أي ساكن باللهجة الدارجة لأهالي سماهيج القدامى.
عندما جاءت الأسرة الحاكمة «آل خليفة» إلى البحرين أحبوا هذه المنطقة فحطو رحالهم شمال سماهيج حيث أنها من أجمل مناطق البحرين على الإطلاق قديما قبل أن ينتقلوا في العصر الحالي إلى منطقة الرفاع ويستقروا فيها.
ثم تم إطلاق اسم المحرق (بفتح الميم)على الجزيرة في عام 1225 هـ \ 1810 مـ وأصبحت تسمى جزيرة المحرق (بضم الميم) في الوقت الحالي.
كان أهل سماهيج يدينون بالنصرانية قبل الإسلام التي تسربت إليهم من شبه الجزيرة العربية، التي انتشرت آنذاك وكان أشهر مراجعها -صنعاء، نجران، قطر وعدن- وذلك عبر القوافل التجارية المبشرين بها، كما أن للمناذرة أثراً في انتشارها بعد أن دانوا بها وامتدت نفوذهم إلى البحرين، وكان المذهب النسطوري هو المذهب السائد في البحرين الذي أخذوه من الحيرة عن طريق رجال دينهم الذين جاءوا المنطقة للتبشير به. (والنسطورية نسبة إلى نسطوريوس بطريرك القسطنطينية الذي قال بطبيعة واحدة للمسيح وأنكر على العذراء لقب الرب فطرده مجمع افسس).
وقد كان لنصارى البحرين مطرنة «مرجعية» في قطر والتي يطلق عليها بالآرامية «بيت قطرايا»، وتمتد نفوذ هذه المطرنة إلى ما يتجاوز قطر الحالية ويتبعها عدد من الأسقفيات تخضع كلها لرئيس أساقفة فارس، وكانت أي أزمة أو خلاف يحدث في فارس تلقي بظلالها على الأسقفيات التابعة لها وعلى بيت قطرايا «قطر».
وقد كانت أول أسقفية معتمده لدى بيت قطرايا أي «مطرنة قطر» هي أسقفية مسماهيج وكانت تعد أهم الأسقفيات النسطورية، ويظهر أنها أقدم أسقفية في المنطقة، ويديرها الاسقف «باتاي».
ويبدو من محاضر الجلسات لدى المطرنة في قطر وأسقفية سماهيج أنه حدث خلاف بين المطرنة «المرجعية» والأسقفيات في المنطقة، وعلى أثر ذلك الخلاف تم توبيخ الأسقف «باتاي» وخلعه من منصبه بإجماع المجمع الكنيسي عام 410 م (أي قبل الإسلام بمئتي سنة) وعين بدلاً منه الأسقف «إيليا». وقد كان لذلك الخلاف أثره أيضا على الرهبان التابعين لأسقفية سماهيج الذين كانوا دائما يشتكون من سوء معاملة الأسقف «إيليا» لهم، فتمرد بعض الرهبان على الاسقفية، ومنهم راهب آثر اعتزال المجموعة وقتها لمكان نائي عن السكن وبنى له ديراً خاصاً به للتعبد فيه، ولما كان هو الوحيد في تلك المنطقة فقد أصبح معلما فيها وأطلق على المنطقة اسم دير الراهب (أي الراهب الذي اعتزل الأسقفية في سماهيج) وكان ذلك عام 410 م والذي أصبح في الوقت الحاضر «مسجد الراهب» بقرية «الدير».
ويذكر أن القرية انها كانت تحتضن أحد أهم الأسقفيات النسطورية في المنطقة وهي اسقفية مسماهيج التي هي جزء من كنيسة قطرايا.
اشتهرت سماهيج بمزارعها وبساتينها والتي بلغ عددها إلى زمن قريب 30 بستانا، وبلغ عدد عيون المياه العذبة فيها 51 الا انها قد اندثرت بسبب الردم وتزايد الاستهلاك وحفر الابار الارتوازية، اما الكواكب «جواجب» بالعامية وهي ينابيع المياه العذبة التي تخرج من بين الشعاب الصخرية في البحر فقد كانت منتشرة على ساحل هذه القرية وقدرت بستة عشر كوكبا وقد اندثروا واحد تلو الآخر واختفى أثرهم ولم يصمد آخرها حتى العام 1990 م.
فسماهيج الآن يحدها في الشمال الغربي قرية الدير ومن الجنوب قرية قلالي ومن الغرب مطار البحرين الدولي حيث يقع جزء كبير من مطار البحرين وتحديدا مجمع رقم 237 ضمن الحدود الجغرافية لها، وكان لسماهيج في الشمال الشرقي طبيعة جغرافية ساحرة وواجهه رائعة وفي منتهى الجمال بلونها الأخضر الذي كان يميزها بكثرة البساتين والعيون والينابيع العذبة، وذلك المنظر المهيب يكاد لايخلوا من البحارة وهواة الصيد من الصباح والمساء على سواحلها.
وكانت تتمتع الواجهة الشرقية بمعالم حضارية ورموز بحرية قديمة اعتاد عليها البحارة منذ العصور المتأخرة وورثها الأجيال، وتعد هذه المعالم الحضارية بالنسبة للأهالي مصدر حياة وكفاح لما فيها من مصائد الأسماك والمحميات الطبيعية إلا أن لمشروع جزر أمواج وجزيرة ديار المحرق الذي يحدها الآن من الشرق آثاره الضارة والسلبية على المنطقة فقد حجمت سماهيج وأصبحت أسيرت الجزر الصناعية ولم تعد سواحلها كما السابق مما أدى إلى هجرة الأسماك والحيوانات البحرية إلى العمق، علاوة على تغير الصورة بالكامل لذلك المشهد الطبيعي البحري الجميل المليء بالمساكر والحضور والمصائد البحرية.

## الفرجان (الأحياء الشعبية)
- الإسكان (وهو من ضمن الفرجان الحديثة وهو عبارة عن مشروع اسكاني على ثلاث مناطق يتضمن مجموعه 500 بيت تقريباً) ويسمى اسكان سماهيج
- الوسطي (لانه يتوسط سماهيج وتسكنه العوائل الأصلية من سماهيج كما يسمى سابقا بفريق الصنقل، وما يميزه وجود مقبرة سماهيج بالإضافة إلى جامع سماهيج ومأتم سماهيج الكبير.
- البر (لانه كان في السابق ساحه خاليه بر)
- الخرافيش نسبة لعائلة آل خرفوش حيث ان اغلب قاطنية من عائلة آل خرفوش كما يوجد به مجلس عائلة آل خرفوش وايضا مسجد الحاج يوسف آل خرفوش وما ام يوسف آل خرفوش وكانت هنالك مزارع ال خرفوش سابقا وعين ال خرفوش سابقاً
- الشمالي (لوقوعه في شمال القرية) أو ريه («ريا» اسم قديم وتاريخي يطلق بالتحديد على المنطقة الساحلية بين سماهيج والدير، وكذلك أطلق هذا الاسم على أحد الدواليب الشهيرة بالمنطقة والمعروف حاليا «بالتينة أو نصر») أو الجنمة (وجائها هذا الاسم من جهة البحر حيث تنصب المصائد والمسماة «بالحضرة» في منطقة المد والجزر، وتقع قبالة هذه المنطقة حظرة ام الجنم ولفرة هذه المنطقة بسمك الجنم (ونلاحظ ان هذه المنطقة قد تعددت اسماهذا مما يدل على أهميتها واستراتيجيتها)
- الشرقي
- الحياك (نسبة لفريج الحياك بوسط المحرق حيث نزحت أعداد من تلك العوائل إلى سماهيج واستقر أغلبها في تلك المنطقة)، كما جاورهم مؤخرا عوائل من فريج البنائين المحرقي في الجهة الجنوبية الغربية.
- العالي لكونة أرفع منطقة في سماهيج تقطن فية عائلة الحاج والفولاذ وغيرهم من العوائل.
- الدفنة (لانه كان بحر وتم دفنه)
- حي السيدة زينب (جديد من ضمن دفان البحر وسماه الأهالي بهذا الاسم نسبة لمسجد السيدة زينب الذي يتوسطه)
- الدختر (وهو من الفرجان الحديثة والذي بني على انقاض دواليب خضراء ذات طابع جمالي رهيب حيث اشتهرت بها قرية سماهيج، وكلمة «دختر» اصلها فارسية وتعني «المستشفى» حيث شيد في اواخر السبعينيات في تلك المنطقة بالغرف الخشبية الجاهزة مركزا صحيا صغيرا على مقربة من شارع ارادوس وبالقرب من قرية الدير حيث سمي بمركز الدير الصحي وذلك لكثيرة المطالبين بإنشائه من قرية الدير بالرغم من وقوعه تحت عناوين أحد مجمعات سماهيج وتم بناءه حديثا بمساحة كبيرة من قبل بنك البحرين الوطني ليطلق عليه حاليا مركز بنك البحرين الوطني بالدير
- الفردوس
- ريا

## مساجدها
إن عدد مساجد قرية سماهيج هو 13 مسجداً، على حسب الجدول التالي:
| #  | اسم المسجد                            | المبنى      | الطريق | المجمع | الحالة المعمارية | الحجم |
| -- | ------------------------------------- | ----------- | ------ | ------ | ---------------- | ----- |
| 1  | مسجد الجامع (جامع سماهيج الكبير)      | 334         | 3515   | 235    | قديم             | كبير  |
| 2  | مسجد زين العابدين (الحياك)            | 106         | 3606   | 236    | متوسط            | صغير  |
| 3  | مسجد الشيخ محمد الشمالي (العين العود) | 52          | 3503   | 235    | قديم             | صغير  |
| 4  | مسجد الإمام المنتظر                   | 810         | 3627   | 236    | قديم             | صغير  |
| 5  | مسجد المقبرة                          | 235         | 3528   | 235    | مثال             | مثال  |
| 6  | مسجد الشيخ مالك (ر.الله)              | وسط المقبرة | 3528   | 235    | أكمة تراب        | صغير  |
| 7  | مسجد الإمام الصادق                    | 247         | 3407   | 234    | قديم             | صغير  |
| 8  | مسجد الشيخ عيسى                       | 286         | 3512   | 235    | متوسط            | صغير  |
| 9  | مسجد الشيخ رشيد                       | 52          | 3501   | 235    | متوسط            | متوسط |
| 10 | مسجد مقام الحسن                       | 233         | 3509   | 235    | قديم             | صغير  |
| 11 | مسجد الزهراء                          | 465         | 3521   | 235    | متوسط            | صغير  |
| 12 | مسجد السيدة زينب                      | 2020        | 36     | 236    | جديد             | متوسط |
| 13 | مسجد الامام علي                       |             | 36     | 236    | جديد             |       |

## مآتمها

### مآتم الرجال[8]
| اسم المأتم         | العنوان                                   | الحجم |
| ------------------ | ----------------------------------------- | ----- |
| مأتم سماهيج الكبير | مبنى 397 طريق 3517 مجمع 235 الفريج الوسطي | كبير  |
| مأتم العالي        | مبنى 14 طريق 3403 مجمع 235 فريج الجنمة    | متوسط |
| مأتم الزهراء       | مبنى 467 طريق 3521 مجمع 235 فريج الخرافيش | صغير  |
| مأتم شباب سماهيج   | مبنى 285 طريق 3513 مجمع 235 فريج الوسطي   | صغير  |
| مأتم الرسول الأعظم | لا توجد معلومات الفريج الوسطي             | صغير  |

### مآتم النساء
| اسم المأتم                   | العنوان                                   | الحجم |
| ---------------------------- | ----------------------------------------- | ----- |
| مأتم الأمام الحسين (الحاجية) | مبنى 153 طريق 357 مجمع 235 فريج           | متوسط |
| مأتم السيف (أبو نصيب)        | مبنى 295 طريق 3512 مجمع 235 فريج السيف    | متوسط |
| مأتم الفاطميات               | مبنى 102 ممر 3603 مجمع 236 فريج الحياج    | متوسط |
| مأتم الشريفة                 | مبنى 32 ممر 3601 مجمع 236 فريج الحياج     | متوسط |
| مأتم سكينة حبيب ناصر         | مبنى 251 ممر 3605 مجمع 236 فريج           | صغير  |
| مأتم خديجة (راشد)            | مبنى 561 طريق 3528 مجمع 235 فريج الخرافيش | صغير  |
| مأتم الحاج يوسف (الغربي)     | مبنى 1263 ممر 3639 مجمع 236               | صغير  |
| مأتم الجوراء (سيد علي)       | ممر 3524 مجمع 235 فريج الخرافيش           | صغير  |
| مأتم سكينة                   | مبنى 884 طريق 3629 مجمع 236               | صغير  |

## المضيفات الحسينية
| اسم المضيف            | المكان                                               | الفريج |
| --------------------- | ---------------------------------------------------- | ------ |
| مضيف أم البنين        | مقابل مأتم سماهيج الكبير تماماً                       | الوسطي |
| مضيف الإمام الحسين    | لصيق بيت الحاج توفيق                                 | الوسطي |
| مضيف عشاق الحسين      | بالقرب بيت الحاج أحمد النواخذة                       | الوسطي |
| مضيف أبي الفضل العباس | في بيت أم عبد الزهراء مقابل المقبرة من الجهة الغربية | الوسطي |
| مضيف الامام علي       | في بيت حسن آل خرفوش (أبو توفيق)                      | الوسطي |
| مضيف مأتم العالي      | مقابل بوابة المأتم العالي                            | الجنمة |
| مضيف عبد الله الرضيع  | مقابل بيت حسين الملا                                 | الجنمة |

## كتب
1. كتاب سماهيج في التاريخ: تأليف سلمان داوود وإبراهيم يوسف فولاد.
2. كتاب موسوعة سماهيج (جمعية مركز سماهيج الإسلامي).
3. كتاب المحرق (لمحافظة المحرق).
4. سلسلة سماهيج التاريخية (1) البلدة المأهولة -للكاتب جعفر يتيم.
5. سماهيج التاريخية وسماهيج اليوم - نشرة الوفاق /عدد 52- 2007
6. معالم سماهيج الساحلية - للكاتب / جعفر يتيم
7. كتاب سماهيج والمحرق أصل التسمية (للباحث بشار)
8. سماهيج زمان - أضخم توثيق إلكتروني مصور لتاريخ القرية- علي محسن

- سماهيج والمحرق.. دراسة في سبب التسمية. بشار الحادي، طبع المنامة – البحرين، 1427 هـ / 2006 م، طبع ونشر المطبعة العربية.
- معجم البلدان. ياقوت الحموي، طبع بيروت - لبنان، 1399 هـ / 1979 م، منشورات دار إحياء التراث العربي.